# Храпчев
Храпчев (пол. Chrapczew) — село в Польщі, у гміні Добра Турецького повіту Великопольського воєводства.
Населення — 100 осіб (2011).

## Демографія
Демографічна структура станом на 31 березня 2011 року:
|          | Загалом | Допрацездатний вік | Працездатний вік | Постпрацездатний вік |
| -------- | ------- | ------------------ | ---------------- | -------------------- |
| Чоловіки | 55      | 13                 | 38               | 4                    |
| Жінки    | 45      | 12                 | 25               | 8                    |
| Разом    | 100     | 25                 | 63               | 12                   |